# Galaxie 500
Galaxie 500 fue un trío estadounidense de rock alternativo que se formó en 1987 y se disolvió en 1991, tras editar tres álbumes.

## Historia
El guitarrista Dean Wareham, el baterista Damon Krukowski y la bajista Naomi Yang se habían conocido en la Dalton School, en Nueva York, pero comenzaron a tocar juntos en su tiempo como estudiantes en la Universidad de Harvard. Wareham y Krukowski habían formado un grupo llamado Speedy and the Castanets, cuyo bajista se había marchado. La vacante del bajo la cubrió Yang, y el nombre del grupo cambió a Galaxie 500, por el coche de un amigo (un Ford de los 60, el Galaxie 500). 
El grupo comenzó a dar conciertos en Boston y Nueva York, y grabó una demo que mandaron al jefe y productor de la discográfica Shimmy Disc, Mark Kramer, quien aceptó ser el productor de la banda. 
Con Kramer tras los controles, el grupo grabó el sencillo “Tugboat” y el flexi-disc “Oblivious”, y continuaron con la grabación de su álbum Today, que fue editado en el pequeño sello Aurora. En 1989 firmaron con Rough Trade, y editaron su segundo álbum, On Fire, que es considerado el momento definitorio de la banda. On Fire llegó al número 7 en la lista indie del Reino Unido, y recibió críticas muy favorables en dicho país. Sin embargo, no fue tan bien recibido por la prensa estadounidense, que citaba las limitaciones vocales de Wareham como una debilidad.
El grupo se disolvió en la primavera de 1991 después de editar su tercer álbum, This Is Our Music, y habiendo dejado Wareham el grupo tras una larga gira americana.
Los discos de Galaxie 500 fueron editados en el Reino Unido y los EE. UU. por el sello independiente Rough Trade. Cuando Rough Trade quebró en 1991, Krukowski y Yang adquirieron los masters en una subasta, reeditando los discos en Rykodisc en 1997 y posteriormente en Domino en 2010.

## Discografía

### Álbumes
- Today (Galaxie 500 álbum)|Today (1988) Aurora
- On Fire (1989) Rough Trade
- This Is Our Music (1990) Rough Trade
- Copenhagen (directo, 1990) (1997) Rykodisc
- Uncollected (rarezas) (2004)
- Peel Sessions (1989/1990) (editado 2005)

### Recopilaciones
- Galaxie 500 (box set) (1996) Rykodisc
- The Portable Galaxie 500] (1998) Rykodisc

### Singles
- "Tugboat"/"King of Spain" (1988) Aurora
- "Oblivious" flexi-disc incluido en la revista Chemical Imbalance
- "Blue Thunder"/"Hail" (1989)
- "Blue Thunder EP" (1990) Rough Trade
- "Rain"/"Don't Let Our Youth Go to Waste" (1990)
- "Fourth of July"/"Here She Comes Now" (1990) Rough Trade
- "Snowstorm" (live)/"Pictures" (live) (2004)
- "Strange"

### Vídeos promocionales
- "Tugboat" (1988)
- "Blue Thunder" (1989)
- "When Will You Come Home" (1989)
- "Fourth of July" (1990)

### DVD
- Don't Let Our Youth Go to Waste (2004)

- Datos: Q176240